# Daniel Celea
Daniel Marinel Celea (Braloștița, 6 luglio 1995) è un calciatore rumeno, difensore del Botoșani.

## Carriera
Il 24 agosto 2020 firma un contratto triennale con i polacchi del ŁKS.

## Statistiche

### Presenze e reti nei club
Statistiche aggiornate al 25 ottobre 2021.
| Stagione                  | Squadra                   | Campionato                | Campionato | Campionato | Coppe nazionali | Coppe nazionali | Coppe nazionali | Coppe continentali | Coppe continentali | Coppe continentali | Altre coppe | Altre coppe | Altre coppe | Totale | Totale |
| Stagione                  | Squadra                   | Comp                      | Pres       | Reti       | Comp            | Pres            | Reti            | Comp               | Pres               | Reti               | Comp        | Pres        | Reti        | Pres   | Reti   |
| ------------------------- | ------------------------- | ------------------------- | ---------- | ---------- | --------------- | --------------- | --------------- | ------------------ | ------------------ | ------------------ | ----------- | ----------- | ----------- | ------ | ------ |
| 2016-2017                 | UTA Arad                  | L2                        | 1          | 0          | CR              | 0               | 0               |                    | -                  | -                  |             | -           | -           | 1      | 0      |
| 2017-2018                 | Pandurii                  | L2                        | 20         | 0          | CR              | 0               | 0               |                    | -                  | -                  |             | -           | -           | 20     | 0      |
| 2018-2019                 | Mioveni                   | L2                        | 31         | 1          | CR              | 2               | 0               |                    | -                  | -                  |             | -           | -           | 33     | 1      |
| 2019-gen. 2020            | Mioveni                   | L2                        | 17         | 0          | CR              | 2               | 1               |                    | -                  | -                  |             | -           | -           | 19     | 1      |
| Totale Mioveni            | Totale Mioveni            | Totale Mioveni            | 48         | 1          |                 | 4               | 1               |                    | -                  | -                  |             | -           | -           | 52     | 2      |
| gen.-mag. 2020            | Sepsi                     | L1                        | 8          | 0          | CR              | 4               | 0               |                    | -                  | -                  |             | -           | -           | 12     | 0      |
| 2020-feb. 2021            | ŁKS                       | 1L                        | 1          | 0          | CP              | 1               | 0               |                    | -                  | -                  |             | -           | -           | 2      | 0      |
| feb.-mag. 2021            | Chindia Târgoviște        | L1                        | 14         | 0          | CR              | 1               | 0               |                    | -                  | -                  |             | -           | -           | 15     | 0      |
| 2021-2022                 | Chindia Târgoviște        | L1                        | 13         | 0          | CR              | 0               | 0               |                    | -                  | -                  |             | -           | -           | 13     | 0      |
| Totale Chindia Târgoviște | Totale Chindia Târgoviște | Totale Chindia Târgoviște | 27         | 0          |                 | 1               | 0               |                    | -                  | -                  |             | -           | -           | 28     | 0      |
| Totale carriera           | Totale carriera           | Totale carriera           | 105        | 1          |                 | 10              | 1               |                    | -                  | -                  |             | -           | -           | 115    | 2      |